# Diocesi di Corone
La diocesi di Corone (in latino Dioecesis Coronensis) è una sede soppressa e sede titolare della Chiesa cattolica.

## Storia
Corone è un'antica sede vescovile della Grecia nel Peloponneso, suffraganea dell'arcidiocesi di Patrasso nel patriarcato di Costantinopoli.
La sede è piuttosto tardiva, perché compare per la prima volta solo nella Notitia Episcopatuum attribuita all'imperatore bizantino Leone VI (886-912), dove è annoverata al terzo posto fra le quattro suffraganee di Patrasso. Fu in effetti costituita e resa suffraganea di Patrasso all'epoca dell'imperatore Niceforo I il Logoteta (802-811).
I vescovi greci conosciuti di questa sede nel primo millennio cristiano sono noti grazie ai loro sigilli episcopali. Un anonimo vescovo di Corone è menzionato in una lettera del generale bizantino Niceforo Urano, databile al 989. La diocesi greca è stata soppressa nel XIX secolo, a seguito della riorganizzazione della Chiesa ortodossa dopo la riacquistata indipendenza della Grecia.
Nel 1204 i veneziani conquistarono Corone, che nel 1208 passò per breve tempo ai genovesi, prima di ritornare ai veneziani. Nel 1500 Corone si arrese ai turchi. Fu riconquistata da Andrea Doria nel 1532, ma già nel 1534 tornò in mano turca. I veneziani la conquistarono ancora nel 1685 con Francesco Morosini, ma nuovamente ricadde sotto la dominazione ottomana.
In questo contesto fu eretta una diocesi di rito latino, di cui è nota una lunga serie di vescovi fino all'inizio del XVI secolo. Il primo vescovo è nominato da papa Innocenzo III in due lettere scritte al "vescovo eletto" di Corone il 22 marzo 1210; si tratta forse di Gualtiero, nominato arcivescovo di Corinto nel 1212. Tra i vescovi più conosciuti di Corone si possono annoverare il carmelitano san Pietro Tommaso, e Angelo Correr, futuro papa Gregorio XII.
Dal XVI secolo Corone è annoverata tra le sedi vescovili titolari della Chiesa cattolica; la sede è vacante dal 23 settembre 1971.

## Cronotassi

### Vescovi greci
- Procopio † (IX secolo)[4]
- Gerasimo † (X secolo)[5]
- Teodosio † (X secolo)[5]
- Anonimo † (menzionato nel 989)
- Stefano † (X-XI secolo)[5]
- Giorgio † (X-XI secolo)[6]
- Giovanni † (X-XI secolo)[7]

### Vescovi latini
- Anonimo † (menzionato nel 1210 e nel 1213)
- Anonimo † (? - 10 giugno 1224 nominato arcivescovo di Corinto)
- Anonimo † (menzionato nel 1231)
- Anonimo † (menzionato nel 1236, nel 1237 e nel 1238)
- Anonimo ? † (menzionato nel 1241)
- Anonimo tesoriere di Costantinopoli † (circa 1247 - 3 ottobre 1252 deceduto)
- Uldrico † (menzionato nel 1255 circa)
- Aimone, O.F.M. † (18 agosto 1278 - ?)
- Corrado †
- Anonimo † (menzionato nel 1307)
- Gonzalo de Balboa † (? - circa 1313 deceduto)[8]
- Marino † (17 dicembre 1324 - ? deceduto)
- Albertino † (1º ottobre 1330 - ? deceduto)
- Alvaro Pelagio, O.F.M. † (16 giugno 1332 - 9 giugno 1333 nominato vescovo di Silves)
- Andrea dell'Elemosina, O.E.S.A. † (30 ottobre 1333 - ? deceduto)
- Giovanni Scarlatti † (30 agosto 1346 - 27 giugno 1348 nominato arcivescovo di Pisa)
- Filippo di Lanzano † (10 luglio 1348 - 20 maggio 1351 nominato arcivescovo di Otranto)
- Giovanni Raoleci † (20 maggio 1351 - ? deceduto)
- Ludovico della Torre † (17 maggio 1357 - 10 maggio 1359 nominato patriarca di Aquileia)
- San Pietro Tommaso, O.Carm. † (10 maggio 1359 - 6 marzo 1363 nominato arcivescovo di Candia)
- Giorgio † (17 febbraio 1363 - ? deceduto)
  - San Pietro Tommaso, O.Carm. † (5 luglio 1364 - 6 gennaio 1366 deceduto) (amministratore apostolico)
- Paolo Foscari † (24 aprile 1366 - 5 aprile 1367 nominato vescovo di Castello)
- Pietro Corner, O.F.M. † (14 aprile 1367 - 14 settembre 1386 nominato arcivescovo di Patrasso)
- Marco Giustiniani † (24 marzo 1386 - 1º dicembre 1390 nominato arcivescovo di Corfù)
- Antonio † (24 novembre 1390 - ?)
  - Angelo Correr † (24 aprile 1395 - ?, poi eletto papa con il nome di Gregorio XII) (amministratore apostolico)
- Bartolomeo, O.P. † (circa 1413 - 3 luglio 1417 deceduto)
- Francesco, O.F.M. † (circa 1417 - 1435 deceduto)
- Matteo de Sirinno, O.F.M. † (22 settembre 1435 - ? deceduto)
- Cristoforo Garatoni † (27 febbraio 1437 - 1448 nominato patriarca di Gerusalemme)
- Bartolomeo Lopacci Rimbertini, O.P. † (27 giugno 1449 - ? dimesso)
- Giovanni Giusti † (1º luglio 1457 - ? deceduto)
- Giovanni Duchi o Ducco † (7 giugno 1479 - 21 gennaio 1496 deceduto)
- Girolamo de Franciscis, O.S.M. † (18 febbraio 1496 - 1502 dimesso)
- Vincenzo Fanzi † (4 agosto 1507 - ?)
- Girolamo Messi † (23 agosto 1518 - ?)

### Vescovi titolari
- Antonio de Ávila † (? - circa 1526 deceduto)
- Marco Dionisi † (7 novembre 1526 - ?)
- Carlo † (6 ottobre 1529 - ? deceduto)
- Benedetto della Rocca, O.Carm. † (22 ottobre 1548 - ? deceduto)
- Lorenzo Bernardino, O.P. † (27 agosto 1572 - 1574 deceduto)
- Alfonso de Avalos † (16 febbraio 1598 - 1606 deceduto)
- Miguel Angulo Carvajal † (15 febbraio 1610 - ?)
- Jacques Camus de Pontcarré † (17 gennaio 1613 - 30 maggio 1614 succeduto vescovo di Séez)
- Carlo Bornio † (27 agosto 1614 - 1614 succeduto vescovo di Castro di Puglia)
- Jean de Fossé † (27 gennaio 1627 - 5 maggio 1632 succeduto vescovo di Castres)
- Marcantonio Bettoni † (30 agosto 1655 - ?)
- Casimiro Michele Damokos, O.F.M.Ref. † (16 giugno 1668 - 5 settembre 1677 deceduto)[9]
- Matthias Starck † (2 giugno 1681 - 8 febbraio 1708 deceduto)
- Michał Witosławski † (25 gennaio 1768 - 22 marzo 1769 deceduto)
  - Anton Gorczyński † (18 dicembre 1769 - 1770 deceduto) (vescovo eletto)
  - José María de Jesús Belaunzarán y Ureña, O.F.M.Ref. † (19 ottobre 1830 - 28 febbraio 1831 nominato vescovo di Linares) (vescovo eletto)[10]
- Charles Marisson † (dicembre 1863 - ?)[11]
- Pierre Louis Perrichon, M.E.P. † (23 agosto 1920 - 11 agosto 1932 deceduto)
- Edouard Van Goethem, M.S.C. † (29 novembre 1932 - 26 maggio 1949 deceduto)
- João Cláudio Colling † (12 dicembre 1949 - 23 marzo 1951 nominato vescovo di Passo Fundo)
- Ćiril Banić † (28 marzo 1951 - 24 dicembre 1960 nominato vescovo di Sebenico)
- André-Damien-Ferdinand Jullien † (5 aprile 1962 - 19 aprile 1962 dimesso)
- Ildefonso Rea, O.S.B. † (10 febbraio 1963 - 23 settembre 1971 deceduto)